# Hlína
Hlína (in tedesco Hlina) è un comune della Repubblica Ceca facente parte del distretto di Brno-venkov, in Moravia Meridionale.